# Rubygame
Rubygame es una librería multiplataforma para el desarrollo de juegos para el lenguaje de programación ruby, inspirada en Pygame. Rubygame se esfuerza por ayudar a los desarrolladores de juegos al proporcionarles herramientas poderosas desde bajo hasta alto nivel.
Esta librería abraza el espíritu de Ruby de proveer a los desarrolladores con una librería que es simple y fácil de usar. A pesar de que se llama rubygame, tiene usos más allá de la creación de software de entretenimiento. Con rubygame se pueden crear visualizaciones de datos científicos, herramientas educacionales y de entrenamiento, gráficos interactivos en movimiento y más.